# 韦代拉戈
韦代拉戈（義大利語：Vedelago）是意大利威尼托大区特雷维索省的一个市镇。总面积61.66平方公里，人口16614人，人口密度269.4人/平方公里（2009年）。国家统计（ISTAT）代码为026089。